# العلاقات العمانية الكونغوية
العلاقات الكونغولية العمانية هي العلاقات الثنائية التي تجمع بين جمهورية الكونغو وسلطنة عمان.

## مقارنة بين البلدين
هذه مقارنة عامة ومرجعية للدولتين:
| وجه المقارنة                                              | [[تصنيف:صفحات تستخدم رمز علم غير موجود\|]] جمهورية الكونغو | سلطنة عمان    |
| --------------------------------------------------------- | ---------------------------------------------------------- | ------------- |
| المساحة (كم2)                                             | 342.00 ألف                                                 | 309.50 ألف    |
| عدد السكان (نسمة)                                         | 5.26 مليون                                                 | 4.64 مليون    |
| الكثافة السكانية (ن./كم²)                                 | 15.38                                                      | 14.99         |
| العاصمة                                                   | برازافيل                                                   | مسقط          |
| اللغة الرسمية                                             | لغة فرنسية                                                 | اللغة العربية |
| العملة                                                    | فرنك وسط أفريقي                                            | ريال عماني    |
| الناتج المحلي الإجمالي (بليون دولار)                      | 8.72 مليار                                                 | 72.64 مليار   |
| الناتج المحلي الإجمالي (تعادل القوة الشرائية) بليون دولار | 29.48 مليار                                                | 179.49 مليار  |
| الناتج المحلي الإجمالي الاسمي للفرد دولار أمريكي          | 1.85 ألف                                                   | 15.55 ألف     |
| الناتج المحلي الإجمالي للفرد دولار أمريكي                 |                                                            | 38.63 ألف     |
| مؤشر التنمية البشرية                                      | 0.591                                                      | 0.793         |
| رمز المكالمات الدولي                                      | +242                                                       | +968          |
| رمز الإنترنت                                              | .cg                                                        | عمان          |
| المنطقة الزمنية                                           | ت ع م+01:00                                                | ت ع م+04:00   |

## منظمات دولية مشتركة
يشترك البلدان في عضوية مجموعة من المنظمات الدولية، منها:
| علم المنظمة | اسم المنظمة                               | تاريخ انضمام جمهورية الكونغو | تاريخ انضمام سلطنة عمان |
| ----------- | ----------------------------------------- | ---------------------------- | ----------------------- |
|             | البنك الدولي للإنشاء والتعمير             | 10 يوليو 1963                | 1971                    |
|             | يونسكو                                    | 24 أكتوبر 1960               | 10 فبراير 1972          |
|             | منظمة التجارة العالمية                    | ?                            | 2000                    |
|             | وكالة ضمان الاستثمار متعدد الأطراف        | 16 أكتوبر 1991               | 1989                    |
|             | منظمة الشرطة الجنائية الدولية             | ?                            | ?                       |
|             | مؤسسة التمويل الدولية                     | 1 أكتوبر 1980                | 1973                    |
|             | الأمم المتحدة                             | 20 سبتمبر 1960               | 7 أكتوبر 1971           |
|             | مؤسسة التنمية الدولية                     | 8 نوفمبر 1963                | 1973                    |
|             | الفريق المعني برصد الأرض                  | ?                            | ?                       |
|             | منظمة حظر الأسلحة الكيميائية              | ?                            | ?                       |
|             | المركز الدولي لتسوية المنازعات الاستشارية | 14 أكتوبر 1966               | 1995                    |

## وصلات خارجية
- موقع وزارة الخارجية العمانية